# Zhan Wang
Zhan Wang (chinesisch 展望, Pinyin Zhǎn Wàng; * 1962 in Peking, Volksrepublik China) ist ein chinesischer Bildhauer.

## Leben
Zhan Wang wurde in den Jahren von 1978 bis 1981 im Beijing Industrial Arts College ausgebildet. Seine Ausbildung wurde von der damals auch in China vorherrschenden Stilrichtung des Sozialistischen Realismus bestimmt. Es folgte in den Jahren von 1983 bis 1988 ein Studium der Bildhauerei an der Central Academy of Fine Arts (CAAC). Erst nach seinem Abschluss dort wandte er sich der modernen Bildhauerei zu.
Zu den Charakteristika des heutigen Stils Zhan Wangs gehören Künstliche Steine, die er aus Stahl fertigt und die im internationalen Kunsthandel zum Teil sehr hohe Preise erzielten. Er stellte bisher sowohl national aus, als auch international. Eine seiner Figuren verbrachte er 2004 auf den Gipfel des Mount Everest im Himalaya. 2008  fertigte er für eine Ausstellung in San Francisco in Kalifornien stählerne Kopien von Felsen aus der kalifornischen Sierra Nevada. 2015 zeigte das Lehmbruck-Museum in Duisburg einige seiner überlebensgroßen Stahlskulpturen.

## Ausstellungen
- 2000: Shanghai Biennale.
- 2006: Peking: Zhan Wang: Urban Landscape.
- 2008: zusammen mit Kew Gardens im Forecourt des British Museum, London: Rock Number 59.
- 2009: Bad Homburg vor der Höhe: Blickachsen 7.
- 2015: In 8 Städten an Rhein und Ruhr: China 8, u. a. im Lehmbruck-Museum, Duisburg[1].